# Vadakkuvalliyur
Vadakkuvalliyur (o Vadakku Valliyur) è una suddivisione dell'India, classificata come town panchayat, di 24.020 abitanti, situata nel distretto di Tirunelveli, nello stato federato del Tamil Nadu. In base al numero di abitanti la città rientra nella classe III (da 20.000 a 49.999 persone).

## Geografia fisica
La città è situata a 8° 22' 60 N e 77° 39' 0 E e ha un'altitudine di 81 m s.l.m..

## Società

### Evoluzione demografica
Al censimento del 2001 la popolazione di Vadakkuvalliyur assommava a 24.020 persone, delle quali 11.786 maschi e 12.234 femmine. I bambini di età inferiore o uguale ai sei anni assommavano a 2.606, dei quali 1.373 maschi e 1.233 femmine. Infine, coloro che erano in grado di saper almeno leggere e scrivere erano 18.602, dei quali 9.631 maschi e 8.971 femmine.